# Antonín Novotný (herec)
Antonín Novotný (15. březen 1913 Tábor – 23. duben 2005 Rödental) byl český filmový herec třicátých let 20. století, po roce 1945 odborník a výzkumný pracovník v oboru smalty – silikáty v ochraně povrchu materiálu.

## Mládí a studia
Antonín Novotný se narodil v Táboře v čp. 507 v rodině táborského obchodníka střižním zbožím Františka Novotného, který pocházel z Rosovic u Dobříše, a Heleny rozené Štětinové z rodiny táborského restauratéra. Pokřtěn byl jmény Antonín Václav František. Vyrůstal s mladším bratrem Vladimírem, pozdějším významným kameramanem. Po obecné a měšťanské škole studoval Antonín Novotný od roku 1928 gymnázium v Táboře a po přestěhování (1930?) rodiny do Prahy pokračoval ve studiu tam. Zde se v roce 1931 zúčastnil s bratrem Vladimírem konkurzu na komparsistu ve filmu Před maturitou (1932). Režisér Svatopluk Innemann si jej však vybral do titulní postavy filmu – studenta Jana Šimona.

## Filmová kariéra
Role v Innemannově filmu odstartovala Novotného kariéru – plejádu postav milovníků, mladých hrdinů a sympatických chlapíků. Rolím dodával půvab zejména svým uhlazeným zjevem, klidným a milým hlasem a často i melancholickým pohledem. Hrál celkem ve 24 filmech (v sedmi z nich také zpíval) pod vedením různých režisérů, např. Martin Frič (5 filmů), Karel Lamač, Karel Hašler, Vlasta Burian nebo Miroslav Cikán (5 filmů). Mezi známější filmy patří Záhada modrého pokoje, Tři vejce do skla, Škola základ života, Ulice zpívá, Příklady táhnou, Katakomby. Oblíbený Novotný hrál po boku populárních a obdivovaných hereček i herců té doby (Věra Ferbasová, Hana Vítová, Nataša Gollová, Adina Mandlová, Růžena Nasková, Jiřina Šejbalová nebo František Smolík, Jaroslav Marvan, Otomar Korbelář, Oldřich Nový, Theodor Pištěk aj.)
V roce 1937 byl Antonín Novotný vybrán americkou společností MGM (Metro Goldwyn Mayer), která v Evropě hledala nové tváře, na stáž, případně na filmovou dráhu v USA. V Hollywoodu se devět měsíců pilně učil, vydržel ze skupiny Evropanů nakonec sám, ale došel k názoru, že by se mu tamní způsob života nezamlouval. Negativně vnímal zejména dost odlišný způsob filmování a tomu přehnané podřizování. A tak se jinak velmi disciplinovaný a odhodlaný herec rozhodl k návratu do poklidného Československa, kde na něj čekaly hlavní role, rodina, pohoda a také mnohem přátelštější kolegové. Z Ameriky si přivezl velkou sbírku fotografií s autogramy tamních známých hereček, herců a režisérů té doby. Doma hrál v dalších filmech, ale po svém posledním „velkém“ filmu Hotel Modrá hvězda, v němž mu partnerkou byla Adina Mandlová, neočekávaně filmovou kariéru ukončil (1942).

## Chemik
Antonín Novotný se od studentských let vážně zajímal o chemii a začal ji po maturitě, současně s prací ve filmech, studovat na Přírodovědecké fakultě Univerzity Karlovy. Studium přerušil při uzavření českých vysokých škol nacisty (1939) a po skončení 2. světové války pokračoval, získal na ČVUT titul inženýra chemie a byl zde krátce odborným asistentem. Brzy ještě získal doktorský titul (Dr. techn. věd) a stal se uznávaným v oboru. Zabýval se výzkumnou a vědeckou prací, zejména v oboru smaltů – silikátů. Stál u vzniku výzkumného pracoviště – výzkumné smaltařské laboratoře v Komárově u Hořovic (byl krátce také ředitelem), kam se po roce 1948 přestěhoval a kde bydlel do roku 1958. V roce 1954 byla skupina smaltařů v Komárově začleněna do Státního výzkumného ústavu ochrany materiálu (SVÚOM G. V. Akimova) v Praze.
V roce 1957 přešel Novotný do podniku Strojírny – smaltovny Chotěboř jako odborný poradce pro silikáty – povrchovou úpravu. V roce 1958 se přestěhoval z Komárova do Prahy a do Chotěboře dojížděl. V chotěbořských smaltovnách opět založil a vybudoval laboratoř a zavedl smaltování, především pro chemický průmysl. Absolvoval svoji první zahraniční odbornou stáž v NSR. V Chotěboři krátce působil také jako externí pedagog, a to učitel chemie na gymnáziu, resp. tehdejší 11leté střední škole.
V Chotěboři působil do roku 1960, potom pracoval jako odborník v Praze v družstvu Smalt. V roce 1968 vyjel jako expert přes technologii smaltů na druhý studijní pobyt, do továrny a výzkumu v Coburgu v NSR. Po událostech v ČSSR 21. srpna 1968 se rozhodl nevrátit domů a zůstal v továrním výzkumu v Coburgu. Z Německa pole své působnosti částečně rozšířil i do USA, kde spolupracoval s NASA na smaltových izolačních destičkách (s využitím vlastní technologie), používaných dodnes na raketoplánech. Objevy, postupy a vynálezy Antonína Novotného byly skutečně uznávány a některé jsou stále používány.
Antonín Novotný žil od roku 1968 v Coburgu – městě ležícím 90 km severně od Norimberku a 80 km jižně od Erfurtu. Od roku 1981 jezdil pravidelně a rád do Česka – na chalupu na Šumavě za synem na odpočinek a návštěvy. Po úmrtí v roce 2005 byla podle jeho přání urna s ostatky převezena do rodné vlasti a popel rozptýlen.

## Filmografie

### Hrané
- Před maturitou (1932), student Jan Šimon
- Písničkář (1932), Jeník
- Záhada mého pokoje (1933), novinář Frank
- V tom domečku pod Emauzy (1933), Jan Martin
- Srdce za písničku (1933), skladatel P. Braun
- Sedmá velmoc (1933), Rudolf Dolan
- Poslední muž (1934), syn Jaroslav Kohout
- Mazlíček (1934), flamendr Willy
- Pozdní láska (1935), Miloš
- Vzdušné torpédo 48 (1936), důstojník Petr Nor
- Naše XI (1936), Ing. Zeman
- Manželství na úvěr (1936), Olek Brožek
- Lojzička (1936), Karel Drozd
- Tři vejce do skla (1937), obchodní zástupce van Houden
- Škola základ života (1938), student Jindřich Benetka
- Slávko nedej se! (1938), Karel Pavlovský
- Pozor, straší! (1938), Ing. Kristen
- Veselá bída (1939), Pavel
- Ulice zpívá (1939), nalezenec Franci
- U svatého Matěje (1939), Pepa
- Příklady táhnou (1939), medik Karel
- Bílá jachta ve Splitu (1939), Keko de Melisi
- Katakomby (1940), Dr. Marek
- Hotel Modrá hvězda (1941), skladatel František Sojka

### Střihové
- Večery s Jindřichem Plachtou (dokumentární, 1953)
- Úsměvy (TV pořad, 1997)

## Výstavy
- Ve filmovém muzeu v Praze v Branické ul. čp. 71 se konala výstava věnovaná herečce Věře Ferbasové a herci Antonínu Novotnému. Vernisáž dne 19. února 2008 uváděl moderátor Aleš Cibulka, zúčastnila se jí také jedna z tehdy nejstarších českých žijících hereček Eva Gerová.